# Akustische Resonanzanalyse
Die akustische Resonanzanalyse, allgemein auch als „Klangprüfung“ bezeichnet, gehört zu den zerstörungsfreien Prüfmethoden. Sie wertet das Spektrum der Resonanzfrequenzen aus, das entsteht, wenn das Werkstück durch eine impulshafte Anregung wie etwa einen Schlag in Schwingung versetzt wird. Im Körper breiten sich Schallwellen aus (Longitudinalwellen, Transversalwellen) und der Körper schwingt über einen gewissen Zeitraum in bestimmten charakteristischen Formen und Frequenzen, den so genannten natürlichen Eigen- oder Resonanzschwingungen – kurz Resonanzen.
Aus den Resonanzfrequenzen lassen sich für das jeweilige Werkstück spezifische akustische Kennwerte berechnen, denen sich Gütemerkmale wie beispielsweise „in Ordnung“, „rissbehaftet“, „Material- und Gefügefehler“ zuordnen lassen. Die Zuordnung erfolgt durch den Vergleich der gemessenen Kennwerte mit den Werten von Vergleichsobjekten mit bekannten Eigenschaften. Die Kennwerte sind abhängig von der Geometrie, dem Material und der inneren Struktur des Prüfobjekts.
Mechanische Schwingungen in einem Körper (Körperschall) bewirken, dass die umgebende Luft in Schwingungen versetzt wird (Luftschall). Mit entsprechenden Sensoren lassen sich diese Schwingungen messen; in der Luft mit einem Mikrofon, auf einem Körper mit einem Beschleunigungssensor oder einem Laservibrometer. Im Körper breiten sich zum selben Zeitpunkt viele Schwingungsmodi aus, die durch die Elastizität, die Form, den Werkstoff und die Struktur geprägt sind. Sie repräsentieren die mechanischen Eigenschaften des Körpers. Einflüsse wie z. B. ein Riss, eine andere Geometrie oder eine Werkstoffänderung beeinflussen die Resonanzfrequenzen. Genau diese Effekte macht sich die akustische Materialprüfung zu Nutze.